# Poliscena
La Poliscena è un'opera teatrale in prosa latina del Quattrocento, appartenente al genere della commedia umanistica, composta a Como nel novembre del 1433. A partire dal Novecento, il suo autore è stato riconosciuto nel letterato vercellese Leonardo Della Serrata: in precedenza, invece, si tendeva ad attribuirla all'umanista aretino Leonardo Bruni.
La Poliscena conobbe vasta fortuna oltralpe, con ampia diffusione, soprattutto in area germanica, in maniera simile a quanto avvenuto con altre commedie dello stesso genere della commedia umanistica, che erano, in pratica, tutte di ambiente italiano: della Poliscena sono attestate pubbliche letture a Lipsia e Cracovia. Importante è anche l'influenza esercitata su La Celestina di Fernando de Rojas (Burgos, 1499), uno dei grandi capolavori della letteratura spagnola. María Rosa Lida de Malkiel considerava La Poliscena come "la più vicina" tra le commedie umanistiche che influenzarono Rojas.
Sulla base di svariate varie convenzioni bibliografiche ottocentesche, la si può trovare rubricata e catalogata come Comedia Poliscena, Gracchus et Poliscena, Calphurnia et Gurgulius, De Calphurnia et Gurguglione Opusculum, ecc.

## Attribuzione
La commedia, "scritta [...] in prosa latina vivace e colorita", è attribuita a Leonardo Della Serrata letterato e religioso nato a Vercelli nel primo decennio del '400 e morto, forse, nel 1487. In passato, invece, e già nelle prime edizioni a stampa degli ultimi decenni del Quattrocento, era stata considerata opera giovanile dell'umanista aretino Leonardo Bruni, una certezza che ha cominciato a vacillare con le fondate obiezioni e argomentazioni iniziate da Wilhelm Creizenach) ritenute valide dalla critica novecentesca e successiva. Le datazioni dell'attribuzione a Bruni erano ben più precoci del 1433: anni 1407-1408 secondo Hans Baron, fine Trecento per Wilhelm Creizenach che aveva finito per aderire all'attribuzione tradizionale pur essendo stato il primo a sollevare i primi dubbi in proposito.

## Trama
Al centro dell'intreccio, scandito in tredici scene, vi è l'amore contrastato di due giovani, il giovane Gracco e la fanciulla Poliscena, con l'intrigo messo in atto per vincere gli ostacoli che si frappongono all'amore tra i due; l'intrigo amoroso coinvolge la vedova Calfurnia, madre di Polissena, e Macario, padre di Gracco; altri due personaggi della trama sono i servitori alle dipendenze di Macario, la vecchia Taratantara e il servo Gurgulione.
L'innamoramento reciproco di Gracco e Polissena è l'effetto di un amore nato al primo sguardo durante un incontro causale tra i due giovani che si incrociano mentre Polissena sta andando in chiesa. Il colpo di fulmine tra i giovani, tuttavia, è contrastato dalla severità di Calpurnia, madre della giovinetta. La vecchia ancella Taratantara, servitrice di Gracco, escogita un piano che fa leva sulla povertà della vedova, da convincere con un'offerta di denaro. Fallito questo piano, Taratantara riesce comunque a eludere gli ostacoli combinando, direttamente con l'amasia e in gran segreto, un incontro amoroso tra i due giovanetti. Quando Calfurnia scopre di essere stata ingannata, l'irreparabile è già avvenuto: Poliscena è stata sedotta da Gracco e la vedova si trova costretta a pretendere, con minacce legali, l'intervento di Macario per apprestare un matrimonio riparatore. Macario acconsente e la commedia si chiude col presagio di un lieto fine mentre fervono i preparativi per il rito nuziale.
L'azione scenica è preceduta da un poetico prohemium didascalico-moraleggiante in forma metrica (trenta esametri, ridotti a dodici nella versione in volgare che vi aggiunge un argumentum che non risale all'autore), con cui l'autore intrattiene l'interlocutore con ammonimenti moralistici sui pericoli dell'imprudenza delle madri e dell'indulgenza dei genitori, sulla corruzione dei servi, sulla propensione degli anziani a esibire atteggiamenti sconvenienti.

## Fortuna e tradizione manoscritta ed editoriale
La vasta ricezione delle commedie umanistiche è un fenomeno generale dovuto, molto spesso, alla diffusione da parte di studenti fuori sede di quell'ambiente universitario tardo-medievale italiano a cui il genere è legato, che ne determinò l'incorporazione in miscellanee, zibaldoni, e raccolte, soprattutto a opera dei vagantes delle nationes universitarie germaniche che la peregrinatio academica  aveva condotto in Italia.
La commedia Poliscena non fa eccezione in questo: la sua diffusione si ebbe soprattutto in ambienti transalpini, con un totale di 25 tramandati, tutti, in apparenza, prodotti in ambiente non italiano: si questi 25, ben 18 sono posseduti da biblioteche tedesche, tre sono conservati in Polonia, due sono custoditi a Vienna, uno in Svizzera, e uno a Londra.
Numerose furono le edizioni licenziate a stampa, ben 14, in un arco di anni dal 1478 al 1517: di esse, ben 11 furono stampate a Lipsia in un breve lasso di tempo, le altre stampate a Vienna e Cracovia: l'editio princeps è un incunabolo di 29 pagine in folio, uscito nel 1478 per i tipi dell'Abbazia di Schussenried ("impressa in Monasterio Sortensi, anno 1478"), nella diocesi di Costanza, testo rubricato come Leonardi Aretini Calphurniae et Gurgulis comoedia. Undici edizioni si susseguirono a Lipsia in 17 anni: 1500 (per l'editore Melchior Lotter der Ältere), 1503, 1507, 1510, 1511, 1513, 1514, 1515, 1516 (due uscite nello stesso anno), 1517. Del 1509 è l'edizione di Cracovia, del 1516 quella viennese.
Esiste, inoltre, una riduzione della commedia che è riprodotta alle pp. 177–88 delle varie edizioni della Equitis Franci et adolescentulae mulieris Italae Practica artis amandi di Hilarius Drudo, alias Ilario Drudone (tra cui: Francofurti, 1597; Ursellis; 1606, Ex Officina Typographica Cornelj Sutorij, Amstelodami, apud Georgium Trigg, 1652).
Ulteriore testimonianza del successo a nord delle Alpi è la circostanza di letture pubbliche del testo a Lipsia e a Cracovia, di cui è traccia nell'ingente apparato di note al testo di alcuni esemplari conservatisi.

## Affinità stilistiche con la commedia elegiaca
In quest'opera sembrano riconoscibili affinità col genere tardo-medievale della commedia elegiaca: ad esempio, nella figura del protagonista Gracchus, è avvertibile una combinazione tra il personaggio Pamphilus dell'omonima commedia elegiaca adespota e gli eroi della commedia latina terenziana. Peraltro, tali affinità e analogie, rinvenibili anche in altre commedie dello stesso filone umanistico, rimandano ad arcinoti topoi letterari della letteratura comica occidentale, senza che sia necessariamente da invocare un retaggio della commedia elegiaca, o addirittura, un rapporto di filiazione tra i due generi.